# Глибока Долина (річка)
Глибока Долина — річка в Україні, в  Шепетівському районі Хмельницької області, права притока Горині (басейн Прип'яті).

## Опис
Колишня назва Радишівка. 
Довжина річки 13 км. Висота витоку річки над рівнем моря — 280 м; висота гирла над рівнем моря — 236 м; падіння річки — 44 м; похил річки — 3,39 м/км. Формується з багатьох безіменних струмків.

## Розташування
Глибока Долина бере початок на північній стороні від села Жилинці. Тече на північний захід і в селі Радошівка впадає в річку Горинь, праву притоку Прип'яті.